# Hans Krahe
Hans Krahe (ur. 7 lutego 1898 w Gelsenkirchen, zm. 25 czerwca 1965 w Tybindze) – niemiecki filolog, językoznawca i onomasta.
W latach 1936–1946 zajmował stanowisko profesora na Uniwersytecie Würzburskim, gdzie w 1942 założył Archiwum Hydronimów Niemiec. Od 1947 do 1950 piastował stanowisko profesora na Uniwersytecie Heidelberskim, a od 1950 do swojej śmierci (1965) był profesorem językoznawstwa porównawczego i slawistyki oraz kierownikiem seminariów indologicznych i slawistycznych na Uniwersytecie w Tybindze.
W pracy naukowej Hans Krahe zajmował się onomastyką iliryjską i hydronimią europejską, stworzył hipotezę paniliryjską, a następnie podwaliny teorii hydronimii staroeuropejskiej. Był świetnym znawcą dziejów języków indoeuropejskich i germańskich.

## Publikacje
- Die alten Balkanillyrischen geographischen Namen, Carl Winter Universitätsverlag, Heidelberg 1925;
- Die Sprache der Illyrier:
1: Die Quellen, autor: Hans Krahe, Harrassowitz Verlag, Wiesbaden 1955. VIII, 120 pp, ISBN 3-447-00534-3
2: Die messapischen Inschriften und ihre Chronologie, autor: Carlo de Simone.
3: Die messapischen Personennamen, autor: Jürgen Untermann. 1964. ISBN 3-447-00535-1.
- Unsere ältesten Flußnamen, Harrassowitz Verlag, Wiesbaden 1964. ISBN 3-447-00536-X.
- Germanische Sprachwissenschaft. Wortbildungslehre, Wissenschaftsverlag Walter de Gruyter, Berlin 1969. Sammlung Göschen, ISBN 3-11-006290-9.